# Fenty Beauty
Fenty Beauty (estilizada como FEИTY BEAUTY) é uma marca de cosméticos lançada em setembro de 2017 pela cantora barbadense Rihanna. A marca é popular por sua ampla inclusão em tons de pele e tamanhos de corpo. O lançamento original da fundação incluiu 40 tons, desde que foi expandido para 50. A inclusão do corretivo Fenty Beauty inclui 50 tons, oferecendo uma ampla variedade a todos os tipos de pele. A intenção por trás de tantas tonalidades é oferecer é diferenciar-se de outras empresas de maquiagem que não atendem a um mercado amplo. A Fenty Beauty foi nomeada uma das melhores invenções da revista Time de 2017.

## História

### Fenty Beauty
Rihanna foi inspirada a criar o Fenty Beauty depois de anos experimentando o melhor das melhores marcas de beleza e ainda sentindo um vazio na indústria de produtos em relação a lançamentos destinados a todos tipos e tons de pele. Ela lançou uma linha de maquiagem "para que mulheres de todos as raças fossem incluídas", concentrando-se em uma ampla variedade de tons de pele tradicionalmente difíceis de combinar, criando fórmulas que funcionam para todos os tipos de pele e identificando tons universais.

 – A inspiração de Rihanna para criar a Fenty Beauty.
Em novembro de 2015, Rihanna e Benoit Demouy lançaram uma agência de beleza e estilo chamada Fr8me. O negócio com sede em Los Angeles foi criado para ajudar os artistas a reservar questões comerciais, sessões editoriais, campanhas publicitárias e aparições no tapete vermelho. Rihanna afirmou: "Cabelo, maquiagem e estilo desempenham um papel importante na criatividade. Estou muito envolvida com essa parte do meu processo, então essa agência era uma coisa orgânica para eu fazer". A lista inclui a maquiadora pessoal da cantora, Mylah Morales, o estilista Jason Bolden, as cabeleireiras Patricia Morales e Marcia Hamilton. Além de Fr8me, Rihanna abriu uma agência de fotografias chamada "A Dog Ate My Homework", que representa os fotógrafos Erik Asla e Deborah Anderson.
Em 2017, a artista lançou sua empresa de cosméticos aclamada pela crítica, Fenty Beauty sob a LVMH. A parceria avaliada em dez milhões de dólares, apresenta Rihanna lançando vários produtos de beleza. A primeira parcela do Fenty Beauty foi lançada em 8 de setembro de 2017, em lojas e na internet, disponível em mais de cento e ciquenta países. Incluía uma variedade de produtos, como marcadores, bronzeadores, compactadores de blush, 'gloss labial e folhas de borrão e foi elogiado por sua ampla gama de cores de pele. A revista Time nomeou Fenty Beauty uma das "25 melhores invenções de 2017", elogiando a amplitude de seu alcance.

### Fenty fashion brands

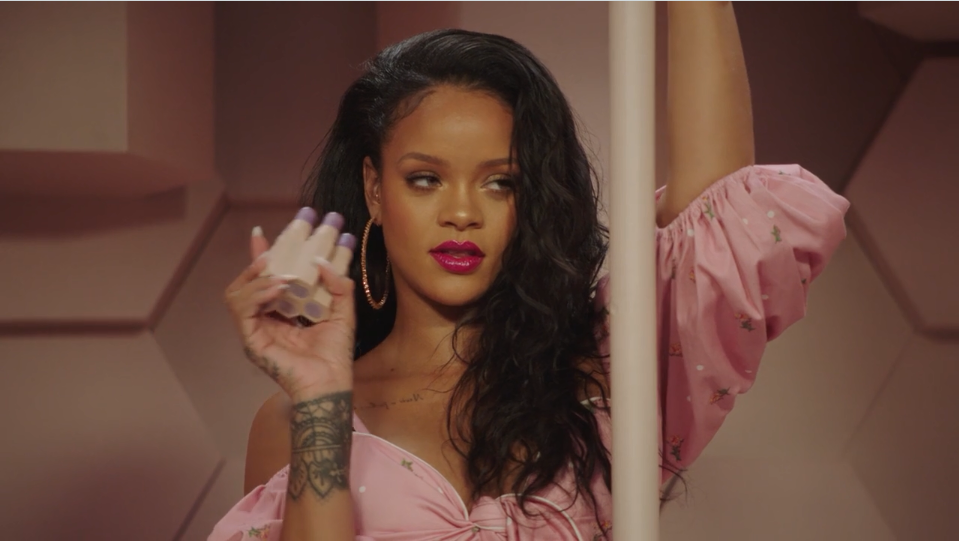
Rihanna em um vídeo promocional para Fenty Beauty em 2018

Em 2018, Rihanna lançou uma marca de lingeries intitulada "Savage X Fenty". A linha nasceu dentro da visão da artista em criar uma marca inclusiva. Os produtos são fornecidos em uma variedade de tons e modelos para abranger os mais variados tipos de pele e tamanhos de corpo. Ela apresentou a marca pela primeira vez em 18 de setembro de 2018, durante a Semana de Moda em Nova Iorque. O produto foi revisado positivamente pelo público por incluir modelos plus size em sua promoção, embora alguns consumidores tenham argumentado que não havia tamanhos plus suficientes. Em setembro de 2019, a artista promoveu a marca novamente durante um desfile na Semana de Moda em Nova Iorque realizada no Barclays Center, com aparições de modelos como Alex Wek, Bella Hadid, Cara Delevingne, além da atriz Laverne Cox e dos músicos Normani e 21 Savage. O evento contou com apresentações musicais de DJ Khaled, Halsey, A$AP Ferg, Big Sean, Migos, Fat Joe, Fabolous e Tierra Whack. Posteriormente, foi liberado no provedor de serviços de mídia Amazon Prime Video em 20 de setembro do mesmo ano.
Fenty é uma marca de moda de propriedade da cantora, lançada em maio de 2019, dentro do grupo de artigos de luxo LVMH. Ela é a primeira mulher e também o primeiro negro a conseguir isso. O ateliê localizado em uma loja, foi lançado em 22 de maio de 2019 na cidade de Paris, antes de ser lançado mundialmente na internet em 29 de maio e inclui roupas e acessórios como óculos de sol, calçados e etc., também será a primeira lançada pela LVMH desde 1987. A marca foi descrita como inovadora e, em uma declaração sobre o lançamento, Rihanna disse que recebeu uma "oportunidade única de desenvolver um ateliê de moda no setor de alta costura, sem limites artísticos". Ela acrescentou: "Eu não conseguia imaginar um parceiro melhor, tanto em termos criativos quanto empresariais e estou pronta para mostrar ao mundo o que construímos juntos".
Em agosto de 2020, os produtos da marca chegaram ao Brasil, sendo vendidos na Sephora. 